# Villardondiego
Villardondiego é um município da Espanha na província de Zamora, comunidade autónoma de Castela e Leão, de área 23,63 km² com população de 121 habitantes (2004) e densidade populacional de 5,12 hab/km².

## Demografia
| Variação demográfica do município entre 1991 e 2004 | Variação demográfica do município entre 1991 e 2004 | Variação demográfica do município entre 1991 e 2004 | Variação demográfica do município entre 1991 e 2004 |
| --------------------------------------------------- | --------------------------------------------------- | --------------------------------------------------- | --------------------------------------------------- |
| 1991                                                | 1996                                                | 2001                                                | 2004                                                |
| 163                                                 | 147                                                 | 114                                                 | 121                                                 |